# کریس کامارا
کریس کامارا (انگلیسی: Chris Kamara؛ زادهٔ ۲۵ دسامبر ۱۹۵۷) بازیکن پیشین فوتبال اهل بریتانیا است که مابین سال های ۱۹۹۲ تا ۲۰۲۲ به عنوان گزارشگر و تحلیل‌گر فوتبال در شبکۀ تلویزیونی اسکای اسپورت فعالیت داشت.
از باشگاه‌هایی که در آن بازی کرده‌است می‌توان به باشگاه فوتبال برنتفورد، باشگاه فوتبال میدلزبرو، باشگاه فوتبال استوک سیتی، باشگاه فوتبال سوئیندون تاون، باشگاه فوتبال برادفورد سیتی، باشگاه فوتبال شفیلد یونایتد، باشگاه فوتبال پورتسموث، باشگاه فوتبال لوتون تاون، و باشگاه فوتبال لیدز یونایتد اشاره کرد.
از فیلم‌ها یا مجموعه‌های تلویزیونی که وی در آن‌ها نقش داشته است، می‌توان به تد لاسو (در کنار جف استلینگ) اشاره نمود.